# Atagi
atagi（アタギ、1986年5月2日 - ）は、日本の音楽家である。Awesome City Clubのボーカル・ギター担当。

## 来歴
和歌山県西牟婁郡上富田町出身。田辺商業高校出身で在学中は同級生とバンドを組み、文化祭で演奏もした。ミューズ音楽院ギター専攻出身。
小学5、6年の頃、父のアコースティックギターを触ったことがきっかけでギターに興味を持ち、ギターを弾いたりロックやバンド音楽を聴くようになった。
2006年頃、バンドTHE FiTSを結成。当時はアタギヒロシや安宅広志の名前でギター、ボーカルを担当。2009年5月4日にはグループ名をキングヌラリヒョンに改名。2011年11月末で活動休止。
2013年にかつて共に音楽スタジオで働いていたマツザカタクミからバンド活動を誘われたことがきっかけでAwesome City Clubを結成。結成当初は、事務所やレーベルには所属せずに活動していたが、2015年にJVCケンウッド・ビクターエンタテインメント内のレーベルCONNECTONEの第一弾アーティストとしてメジャーデビュー。
2019年にavex entertainment内のcutting edgeに移籍。
2024年2月21日から、ゆゆうたと共にMCを担当する音楽番組『atagi×ゆゆうたのおとなりラジオ』が開始、同年12月25日には、渋谷WWWにて番組の1stライブ「おとラジ 1st LIVE」を開催した。

## 人物
尊敬するアーティストとして宇多田ヒカルを挙げている他、動画配信者加藤純一のファンであることを彼がMCを務めていた番組『オーイシ×加藤のニコ生☆音楽王』に出演した際に公言し、それ以降も後継番組の『オーイシ×加藤のピザラジオ』に度々ゲストで登場している。同番組で加藤と共にMCを担当している大石昌良のファンでもあり、きっかけは高校時代にバイト先のラジオの有線放送で大石の所属バンドSound Scheduleの楽曲「ピーターパン・シンドローム」を聴いたことだったという。
趣味は魚全般に関することで、自宅で魚を飼うことができないため、水槽で魚を飼育する動画を視聴することを趣味としている。

## 参加作品

### 楽曲提供
WHY@DOLL
- 「Sweet Vinegar」（アルバム『＠LBUM ～Selection 2014-2019～』収録）[25]

King & Prince
- 「ナミウテココロ」（2ndアルバム『L&』収録）[26][27]
- 「Dance to the music」（3rdアルバム『Re:Sense』収録）[28]

### 参加楽曲
レキシ
- 「たぶんMaybe明治 feat. あ、たぎれんたろう」（7thアルバム『レキシチ』収録、あ、たぎれんたろう名義）[29]

## 出演
映画
- 花束みたいな恋をした（2021年1月29日公開) - atagi役

インターネット配信
- atagi×ゆゆうたのおとなりラジオ (2024年2月21日−、Youtube)